# Camilo Lorenzo Iglesias
Camilo Lorenzo Iglesias (Piñor, 7 agosto 1940 – Ponferrada, 13 luglio 2020) è stato un vescovo cattolico spagnolo.

## Biografia
Camilo Lorenzo Iglesias nacque a La Canda, frazione di Piñor, il 7 agosto 1940.

### Formazione e ministero sacerdotale
Compì gli studi ecclesiastici nei seminari minore e maggiore di Orense dal 1954 al 1966.
Il 23 dicembre 1966 fu ordinato presbitero per la diocesi di Orense. Dal 1966 al 1972 compì gli studi per conseguire la laurea in chimica presso l'Università di Santiago di Compostela. In seguito fu professore al seminario minore di Orense dal 1972 al 1995; vicario parrocchiale della parrocchia di Nostra Signora di Fatima a Orense dal 1972 al 1983; rettore del seminario minore di Orense dal 1983 al 1992; rettore del seminario maggiore dal 1992 al 1995 e membro del collegio dei consultori.

### Ministero episcopale

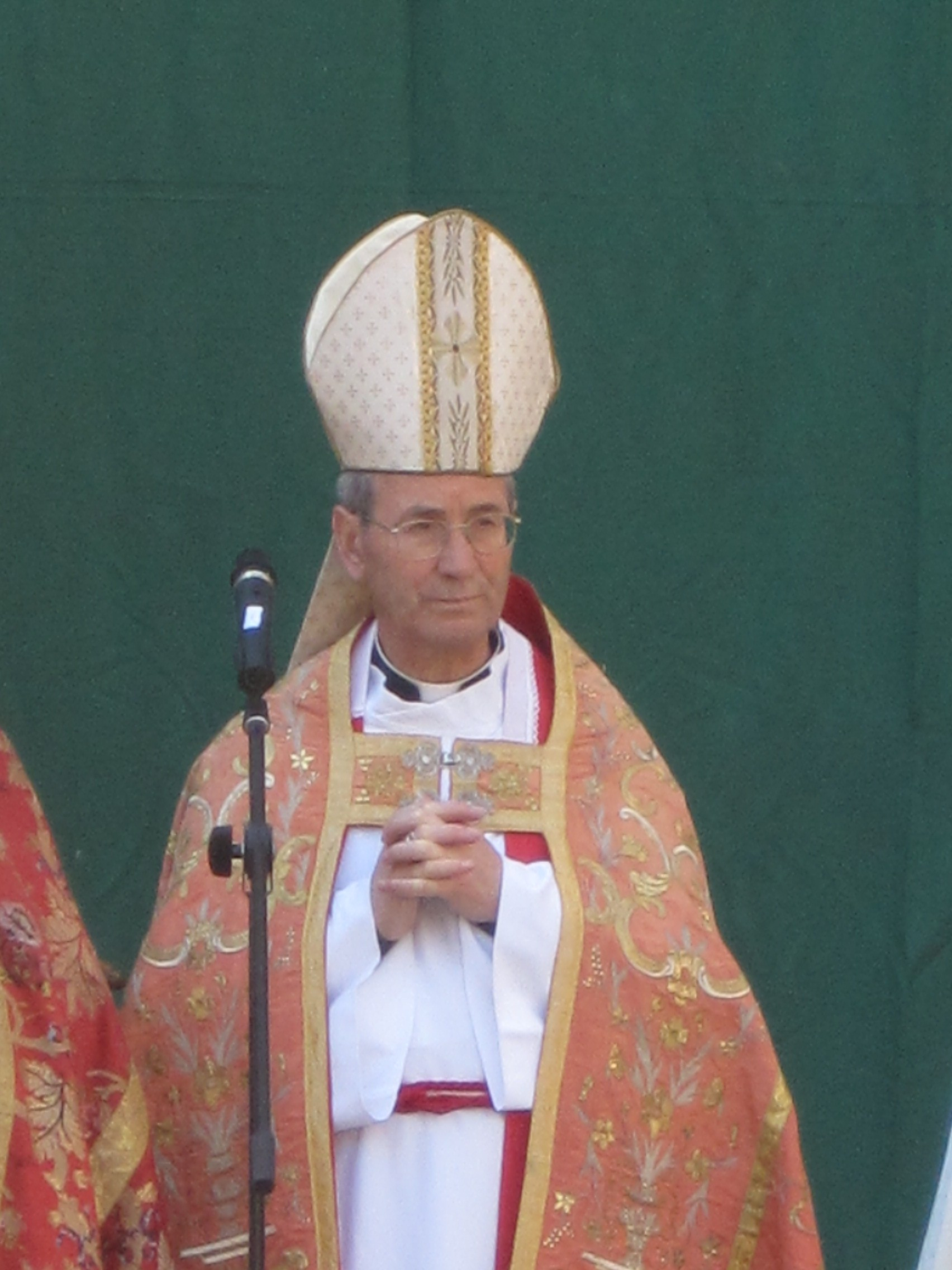
Monsignor Camilo Lorenzo Iglesias durante un evento nell'aprile del 2011.

Il 14 giugno 1995 papa Giovanni Paolo II lo nominò vescovo di Astorga. Ricevette l'ordinazione episcopale il 30 luglio successivo nella cattedrale di Astorga dall'arcivescovo Mario Tagliaferri, nunzio apostolico in Spagna, co-consacranti l'arcivescovo metropolita di Oviedo Gabino Díaz Merchán e il vescovo di Orense José Diéguez Reboredo. Durante la stessa celebrazione prese possesso della diocesi.
Nel marzo del 2014 compì la visita ad limina.
Il 18 novembre 2015 papa Francesco accettò la sua rinuncia al governo pastorale della diocesi per raggiunti limiti di età.
In seno alla Conferenza episcopale spagnola fu membro della commissione per i seminari e le università dal 1996 al 2008 e della commissione per le missioni e la cooperazione tra le Chiese dal 2005.
Morì a Ponferrada il 13 luglio 2020 all'età di 79 anni per un'infezione respiratoria acuta. Le esequie si tennero il 15 luglio alle ore 12 nella cattedrale di Astorga e furono presiedute da monsignor Jesús Sanz Montes. Al termine del rito fu sepolto nella cappella del Santissimo dello stesso edificio.

## Genealogia episcopale
La genealogia episcopale è:
- Cardinale Scipione Rebiba
- Cardinale Giulio Antonio Santori
- Cardinale Girolamo Bernerio, O.P.
- Arcivescovo Galeazzo Sanvitale
- Cardinale Ludovico Ludovisi
- Cardinale Luigi Caetani
- Cardinale Ulderico Carpegna
- Cardinale Paluzzo Paluzzi Altieri degli Albertoni
- Papa Benedetto XIII
- Papa Benedetto XIV
- Papa Clemente XIII
- Cardinale Giovanni Francesco Albani
- Cardinale Carlo Rezzonico
- Cardinale Antonio Dugnani
- Arcivescovo Jean-Charles de Coucy
- Cardinale Gustave-Maximilien-Juste de Croÿ-Solre
- Vescovo Charles-Auguste-Marie-Joseph Forbin-Janson
- Cardinale François-Auguste-Ferdinand Donnet
- Vescovo Charles-Emile Freppel
- Cardinale Louis-Henri-Joseph Luçon
- Cardinale Charles-Henri-Joseph Binet
- Cardinale Maurice Feltin
- Cardinale Jean-Marie Villot
- Arcivescovo Mario Tagliaferri
- Vescovo Camilo Lorenzo Iglesias